# Roblin, Manitoba
Roblin är en ort i Kanada.   Den ligger i provinsen Manitoba, i den sydöstra delen av landet, 2 000 km väster om huvudstaden Ottawa. Roblin ligger 553 meter över havet och antalet invånare är 1 903.
Terrängen runt Roblin är platt. Trakten runt Roblin är nära nog obefolkad, med mindre än två invånare per kvadratkilometer.. Det finns inga andra samhällen i närheten. 
Trakten runt Roblin består till största delen av jordbruksmark.